# Frederik Geëerd
Frederik Geëerd was een Surinaams worstelaar. Hij vocht wedstrijden aan het eind van de jaren 1910.
Een vroege wedstrijd worstelde Geëerd in 1915 tegen Jacob Sieben in Thalia in Paramaribo. In juli, september en december 1917 was hij voor meerdere wedstrijden in buurland Guyana.
In november 1917 kwam hij opnieuw uit tegen de veel zwaardere Sieben en verloor deze wedstrijd. Later die maand gaf de commissaris van de politie geen toestemming voor vervolgwedstrijden  in Thalia. De oorzaak hiervan lag waarschijnlijk in ongeregeldheden die tijdens bokswedstrijden in Suriname waren voorgevallen, met name zes jaar eerder in de Sociable Hall.
In 1917 won Geëerd alle wedstrijden in Guyana, op die tegen Clem Johnson na, de kampioen van West-Indië. In 1918 vertrok hij opnieuw naar Guyana voor een wedstrijd tegen Johnson en liep bij deze wedstrijd een schouderblessure op. Geëerd was tot en met 1920 in Barbados, Trinidad en Sint Lucia te vinden in wedstrijden tegen verschillende buitenlanders, onder wie twee Japanners.